# Balija Point
Balija Point är en udde i Antarktis. Den ligger i Västantarktis. Argentina, Chile och Storbritannien gör anspråk på området.
Terrängen inåt land är kuperad. Havet är nära Balija Point åt sydost. Trakten är obefolkad. 